# Motorola RAZR V3

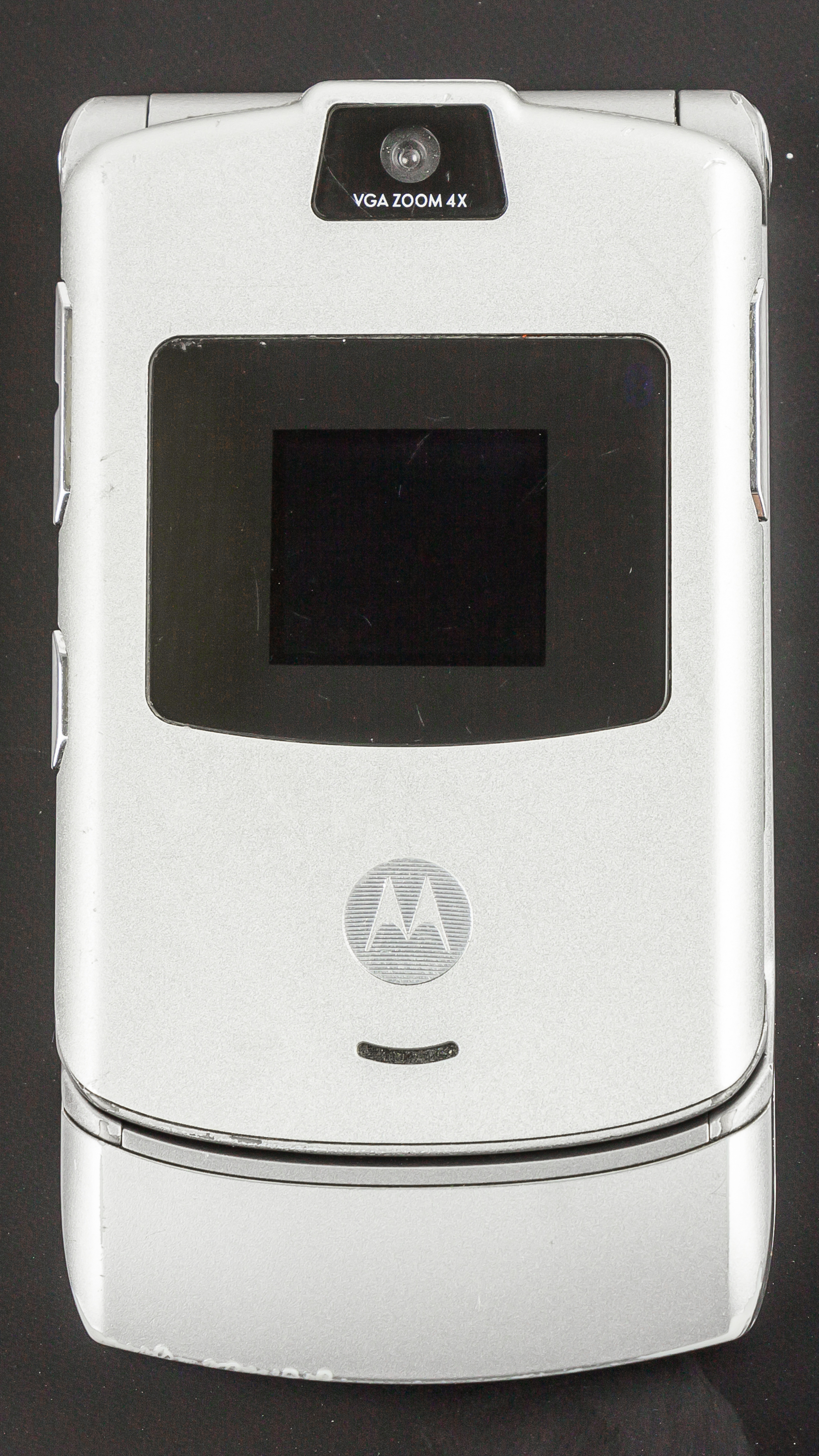

Motorola RAZR V3 é um aparelho de telefonia móvel do tipo smart feature phone (celular) da fabricante norte-americana Motorola, criado em 2004 para atender a um público pequeno. Sendo o sétimo celular mais vendido da história, com mais de 130 milhões de unidades comercializadas.
Fabricado com um forte apelo no design, com espessura bastante fina e teclado desenhado a laser, revolucionando o mercado de celulares, principalmente os da própria empresa que passou a adotar em seus novos modelos.
No ano de 2005, entrou em grande escala nas lojas especializadas, custando cerca de metade do preço inicial. Virando assim um fenômeno de vendas em países como EUA, Canadá, México, Brasil e Inglaterra. No final de 2005 a revista PC World elegeu o RAZR na décima segunda posição dos 50 melhores aparelhos portáteis dos últimos cinquenta anos. Seu sucessor é o MotoRAZR² V8.

## Modelos de 8ª geração

### V3
A versão original do RAZR V3 GPRS foi vendido pelas operadoras estadunidenses Cingular, Cincinnati Bell, T-Mobile e Centennial Wireless, pelas canadenses Rogers Wireless e Fido, pela mexicana Telcel, pelas australianas Optus e Telstra, pela neozelandesa Vodafone, e pelas brasileiras Oi, TIM, Claro, Vivo e Brasil Telecom e outras várias companhias em vários outros países.
Suas características:
Tela: Tela de LCD TFT de 176x220 pixels (262.000 cores)
Ringtones: Em MP3
Memória: Até 7MB disponíveis para o usuário (30Mb memória total)
Principais funções: Bluetooth, câmera digital VGA, sincroniza com o PC
Tamanho: 53 mm×98 mm×13 mm
Peso: 99g
Cores disponíveis: Preto, rosa, azul, roxo, cor original (prateado) e a versão Tatoo Miami Ink.
Sistema Operacional: Proprietary OS

### V3i
A versão tecnologicamente aprimorada do RAZR V3, lançada posteriormente, é a chamada RAZR V3i. Em termos de design, é bastante similar à versão original, tendo como mudança mais visível o logotipo externo da Motorola luminoso. Inclui basicamente as mesmas funções do RAZR V3, sendo que mais avançadas. Nele está presente uma câmera de 1.23MP com zoom digital de 8x, um display externo melhorado e um suporte para cartão de memória MicroSD de até 1GB. O V3i possui duas versões, uma com o iTunes, e outra com o MP3 player da Motorola (DAP). 

Em 8 de dezembro de 2005, a Motorola criou parceria com a grife italiana Dolce & Gabbana para produzir uma versão especial dourada e outra prata do RAZR V3i. Este modelo inclui um holder da marca D&G, uma assinatura na grife atrás do celular, fone de ouvido Bluetooth e fones de ouvidos FM.
Suas características:
Tela: Tela de LCD TFT de 176x220 pixels (262.000 cores) 

Toques: Em MP3, MIDI e AMR 

Memória: Memória interna de 12Mb, expansível até 1GB através do cartão de memória MicroSD 

Principais funções: MP3 player/iTunes, câmera digital de 1.23MP, fun light, Bluetooth, sincroniza com o PC via MiniUsb 

Tamanho: 53 mm×98 mm×13 mm 

Peso: 98g 

Cores disponíveis: Prata quartzo, cinza metal, cinza chumbo, violeta, marrom, dourado (versão D&G) e azul escuro. 

### V3x
Inclui as mesmas funções do RAZR V3i, porém ainda mais aprimoradas. Câmera de 2MP com zoom digital, câmera interna de vídeo-conferência, um display externo melhorado e um suporte para cartão de memória MicroSD de até 2GB. Esse modelo foi comercializado no exterior, mais exatamente na Europa.

### Modelos de 3ª geração

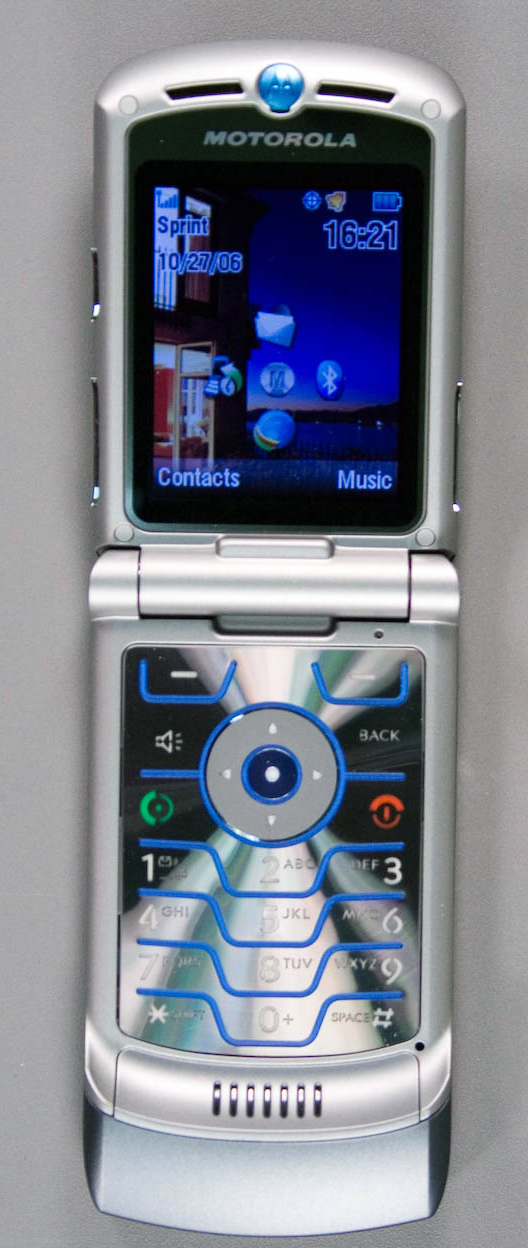
Motorola V3m

O sucesso do modelo RAZR V3 fez com que a Motorola lançasse no mercado mais atualizações do aparelho. A empresa decidiu lançar aparelhos que utilizassem redes de 3ª geração como a EV-DO, HSPDA e W-CDMA.

#### V3c
A versão CDMA do celular mais vendido da história foi lançada no final de 2005, numa parceria da Vivo com a Motorola.
O aparelho, a princípio, foi lançado na cor cinza chumbo e depois na cor rosa claro.
O modelo V3c possui rede de 3ª geração EV-DO, que lhe possibilita transferir dados a uma velocidade de até 2,4MBps.
O modelo possui uma memória interna de 40MB, tecnologia Bluetooth, Câmera de 1.3 Megapixels, filmadora, tela interna de 262 mil cores e tela externa de 65 mil cores.

### V8 & V9
Os modelos mais recentes da linha ultra fina [RAZR] da Motorola foram o V8, V8 Luxury Edition, V9 Ferrari Edition e V9x.
Os dois foram lançados em 2010 e apesar do preço elevado, o RAZR V8 apresenta números de vendas satisfatórios, muito embora não tenha se tornado tão popular quanto o antecessor.
O Modelo V9 não se distancia tanto do V8, porém tem funcionalidades aprimoradas.

## Droid Razr
Em 18 de outubro de 2011, a Motorola e a Verizon Wireless oficialmente lançaram o Droid RAZR, chamando-o "smartphone mais fino do mundo 4G". O telefone tem 7,1 milímetros de espessura, possui uma câmera traseira de 8 MP e uma câmera frontal de 1.3 MP, e tem processador dual-core 1,2 GHz e 1 GB de RAM. Ele tem um display de 4,3 polegadas qHD com Super AMOLED tecnologia avançada e é alimentado por Android 2.3. O Droid RAZR está disponível desde o início de novembro. Em janeiro de 2012, o Droid RAZR foi renovado com uma bateria maior e foi chamado Droid Razr MAXX. A bateria foi aumentada de 1780 mAh para 3300 mAh. A espessura da placa posterior do telefone foi aumentada para acomodar bateria maior. O Droid RAZR MAXX pesa 5,11 onças; o RAZR regular pesa 4,47 onças. O RAZR Maxx foi lançado em 26 de janeiro de 2012. Ambos Maxx e RAZR regulares estão disponíveis no Verizon Wireless.